# Max-Joseph-Brücke
Die Max-Joseph-Brücke, benannt nach dem bayerischen König Maximilian I. Joseph, ist eine Bogenbrücke über die Isar in München. Sie ist auch unter ihrem ursprünglichen Namen Bogenhausener Brücke und unter der Bezeichnung Tivolibrücke bekannt, wobei der Name Tivolibrücke offiziell für eine in der Verlängerung der Max-Joseph-Brücke liegende Brücke über den Eisbach verwendet wird.

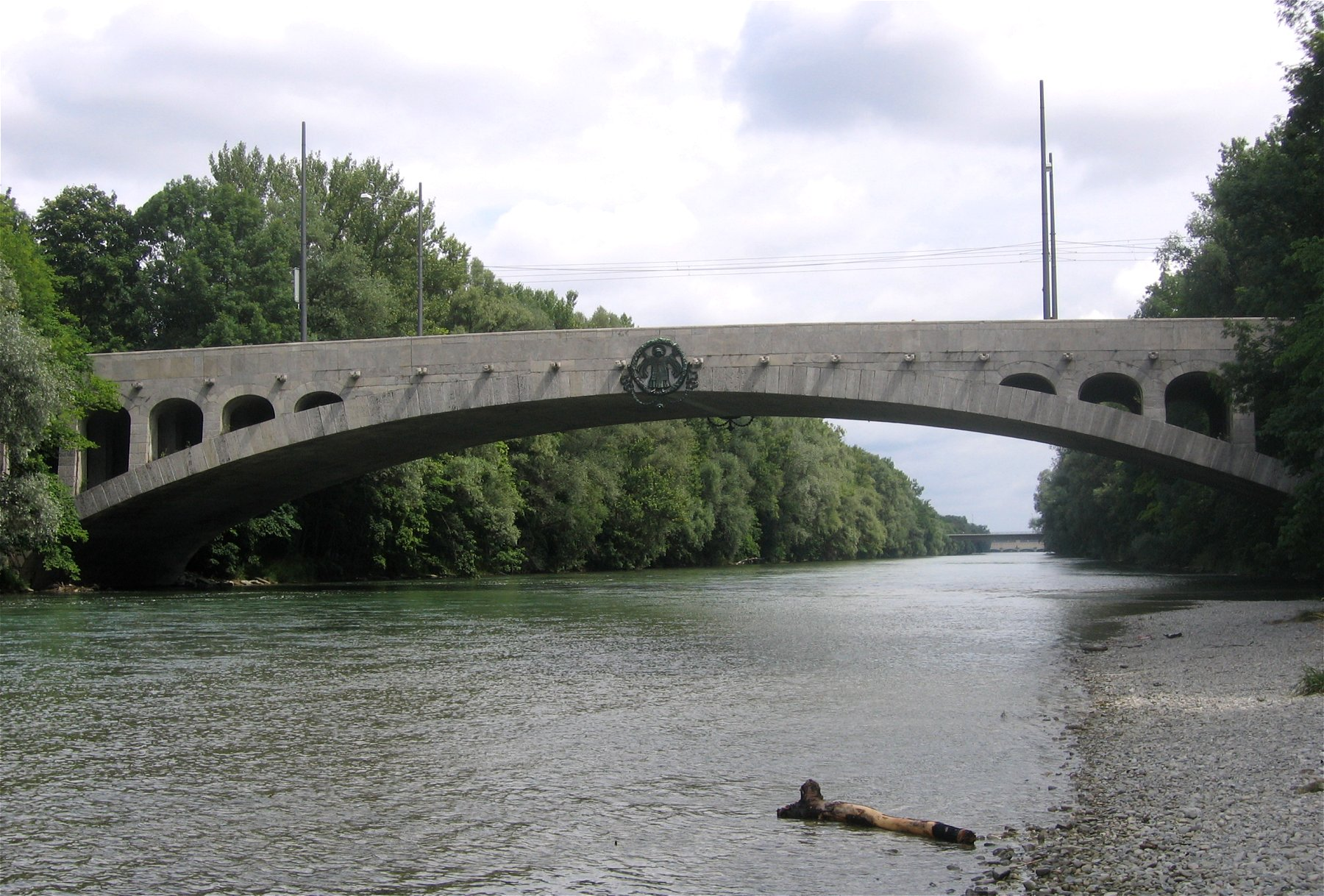
Max-Joseph-Brücke
von Süden gesehen

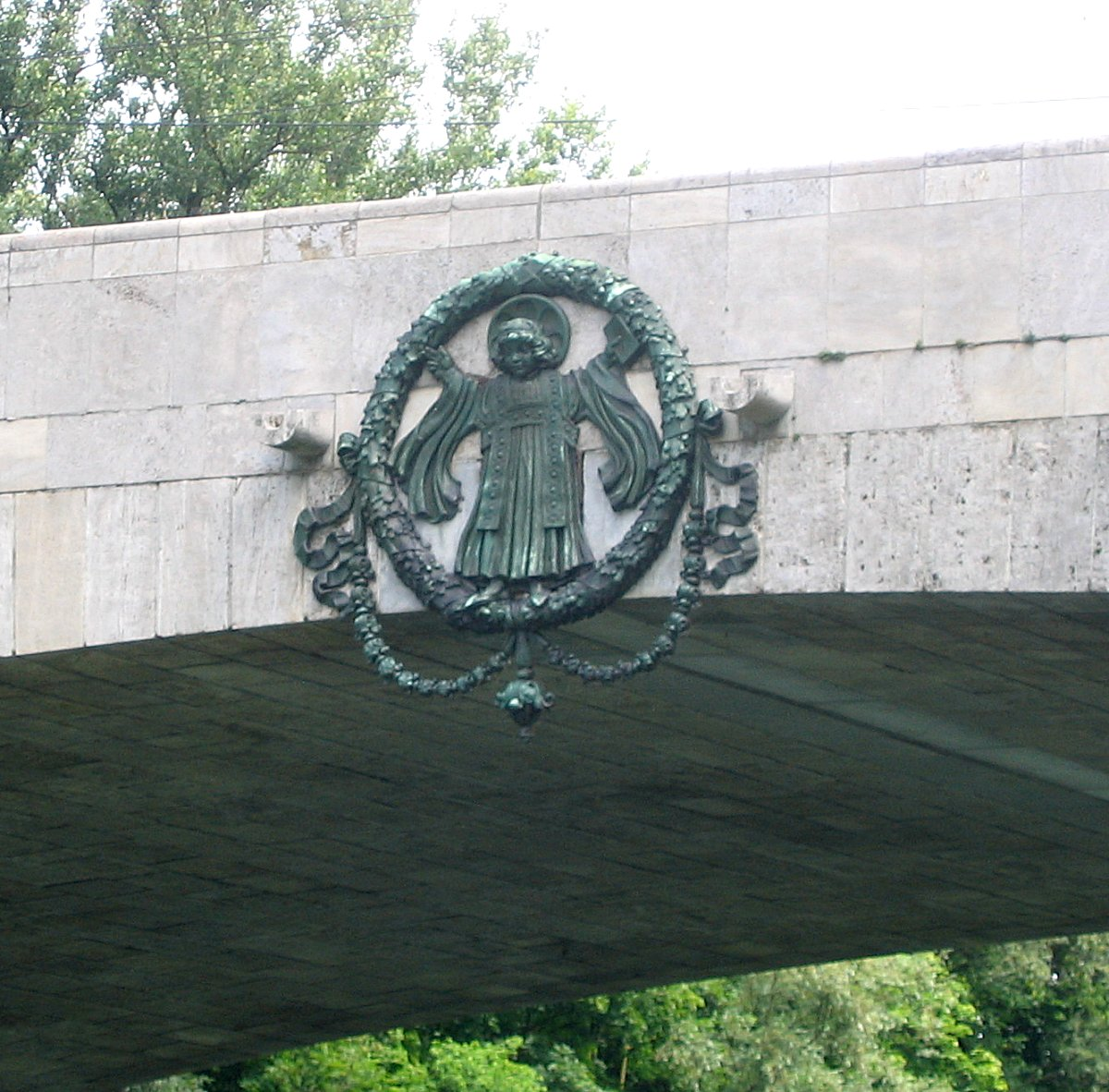
Detail

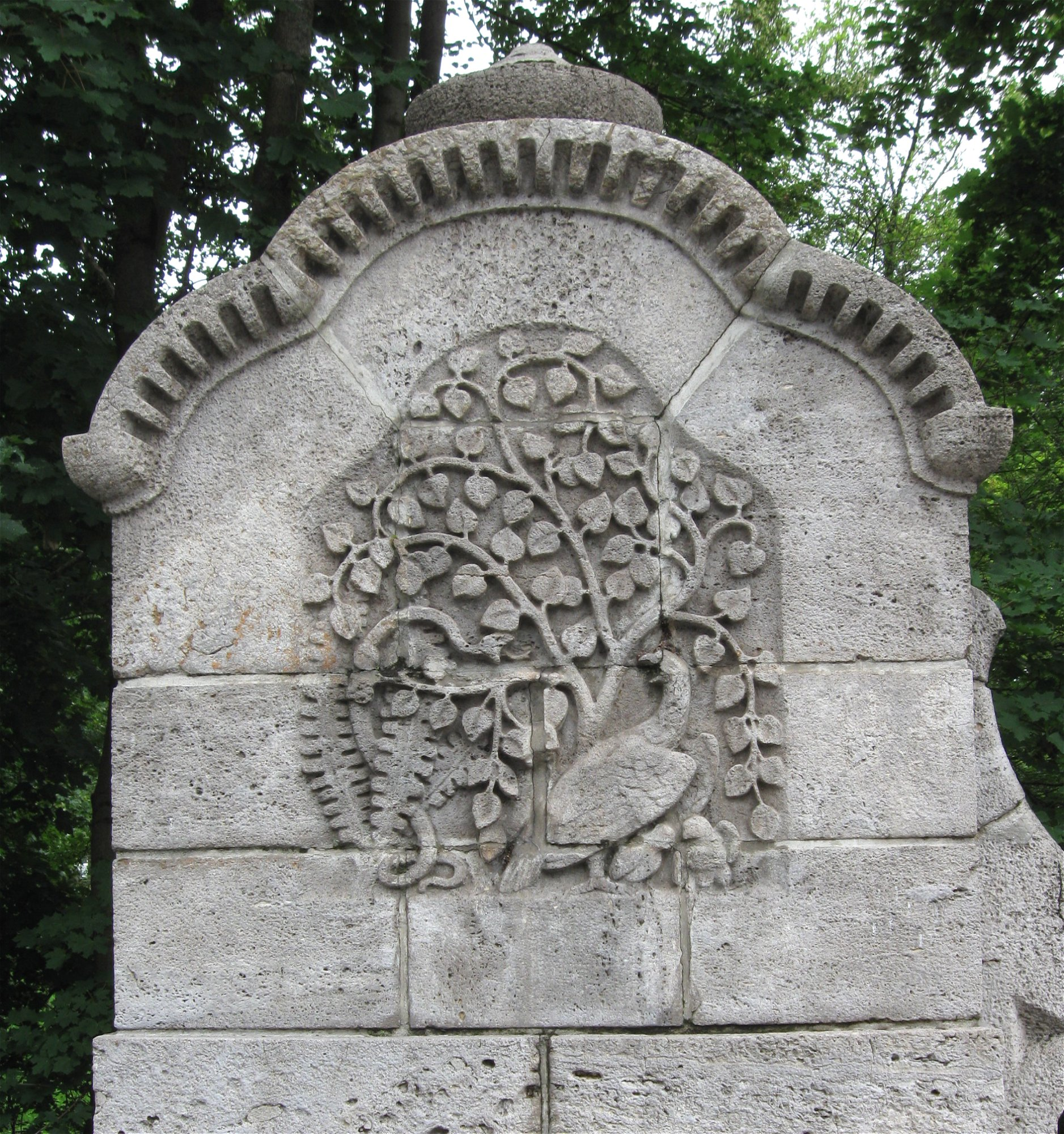
Relief

## Lage
Die Max-Joseph-Brücke verbindet den Münchner Stadtteil Bogenhausen und den Englischen Garten.

## Geschichte
Bereits 1804 entstand an der Stelle der heutigen Brücke eine Holzbrücke über die Isar und an der Stelle der heutigen Tivolibrücke eine ebenfalls aus Holz errichtete Brücke über den Eisbach. Aufgrund technischer Mängel und Hochwasser musste die Isarbrücke in den Jahren 1811 (Holzbrücke auf zwei gemauerten Pfeilern), 1826 (Behelfsbrücke) und 1876 (Eisenfachwerkbrücke) neu errichtet werden. Die Eisenbrücke wurde am 13. September 1899 durch ein Hochwasser zerstört, das alle bis dahin bekannten Hochwassermarken überstieg.
Im Rahmen des Brückenbauprogramms wurde im November 1901 mit dem Bau der noch heute bestehende Brücke aus Stein begonnen, die damals noch in unbebauter Umgebung zwischen ungefassten Uferböschungen lag. Die Gestaltung der Brücke übernahm Theodor Fischer, die Konstruktion und den Bau die Firma Sager & Woerner. Für die Errichtung der Brücke verwendete man das schon vorhandene Lehrgerüst der in gleicher Bauweise und mit fast genau den gleichen Abmessungen errichteten Prinzregentenbrücke nach geringfügiger Veränderung ein zweites Mal. Wie bei der Prinzregentenbrücke wählte man auch hier für den 64 m überspannenden Bogen der Brücke anstelle des damals noch wenig erprobten Betons druckfestere Muschelkalksteine, die aus südlich von Würzburg gelegenen Steinbrüchen in Marktbreit bezogen wurden.
Die weit außerhalb des damaligen Münchens liegende und vorwiegend dem Lieferverkehr dienende Brücke wurde nach dem damaligen Geschmack schlicht gehalten. Auf eine Verkleidung der Seiten und auf größere Verzierungen wurde verzichtet. Die Stirnseiten der auf dem Bogen stehenden und die Brückentafel tragenden Ständerwände wurden zwar mit Muschelkalkstein verkleidet, blieben aber offen. Unterhalb der Brüstung wurden U-förmige Wasserspeier eingebaut. Lediglich im Bereich der Widerlager wurden Figurengruppen aufgestellt und das Gelenk im Brückenscheitel wurde auf beiden Seiten mit einer in Kupfer getriebenen Kartusche abgedeckt, die das Münchner Kindl zeigt. Eine Neuheit war die im linken Widerlager untergebrachte WC-Anlage. Außerdem wurden auf beiden Seiten Fußgängerunterführungen angebracht. Die Brücke wurde am 1. September 1902 dem Verkehr übergeben.
Nachdem die Brücke den Zweiten Weltkrieg fast unbeschadet überstanden hatte, wurde sie 1974 komplett instand gesetzt. Dabei wurde eine Stahlbeton-Fahrbahnplatte sowie eine Abdichtung mit Schutzbeton eingebaut, die Gehwegbeläge ausgetauscht und die Brüstungen über dem Bogen in Stahlbeton erneuert und mit Natursteinen verkleidet. 2001 wurde die Brücke, insbesondere die Fahrbahn und die Trambahnschienen saniert.

## Technische Daten
Die Brücke besteht aus einem einzigen flachen Dreigelenkbogen aus zugeschnittenen Muschelkalksteinen, der eine lichte Weite von 64 m und eine lichte Höhe von circa 10 m hat. Die beiden flach gegründeten Widerlager sind 17,80 m lang. Die Brücke selbst hat somit eine Länge von 104 m bei einer Breite von 18 m. Die Fahrbahnplatte aus Stahlbeton steht auf 90 cm dicken, quer zur Fahrbahn angebrachten und von sechs kleinen Sparbogen untergliederten Stahlbetonwänden, die auf dem Brückenbogen aufgelagert und an den äußeren Stirnseiten mit Muschelkalkstein verkleidet sind. Die beiden Widerlager aus Stampfbeton besitzen je zwei 3,70 m breite Sparbogen, die 1,60 m dicke Trennwand zur Brücke ist durch 4 Sparbogen mit lichten Weiten von 2,25 m unterbrochen, die später jedoch zugemauert wurden.

## Skulpturen
Auf der Brücke im Bereich der Widerlager finden sich vier allegorische Darstellungen der Elemente: Luft, Wasser, Feuer und Erde. Sie wurden von den Bildhauern Heinrich Düll, Georg Pezold, Max Heilmaier und Eugen Mayer-Fassold gestaltet. Die Figurengruppen werden jeweils von Pflanzen- und Tierreliefs flankiert.

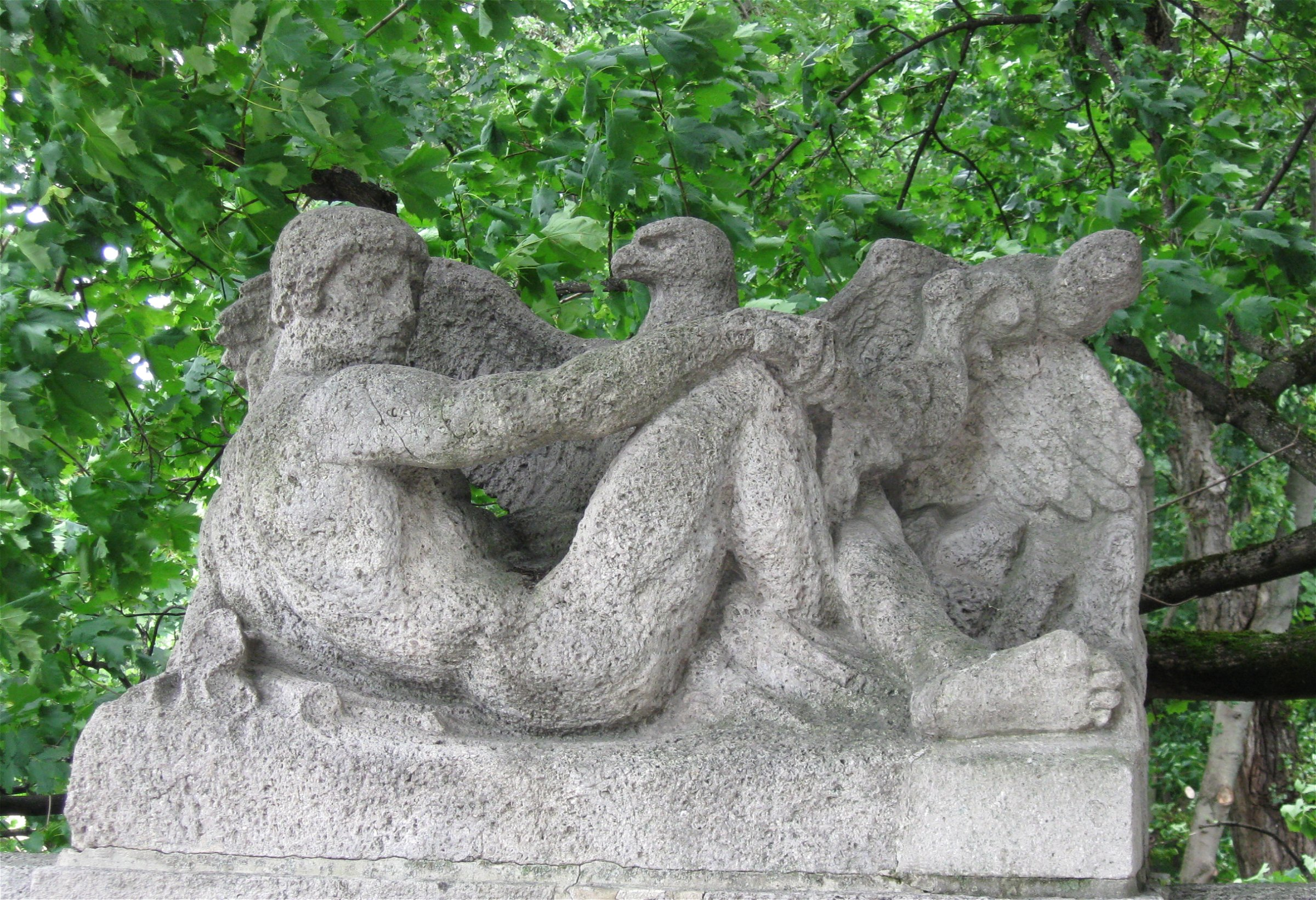
Feuer
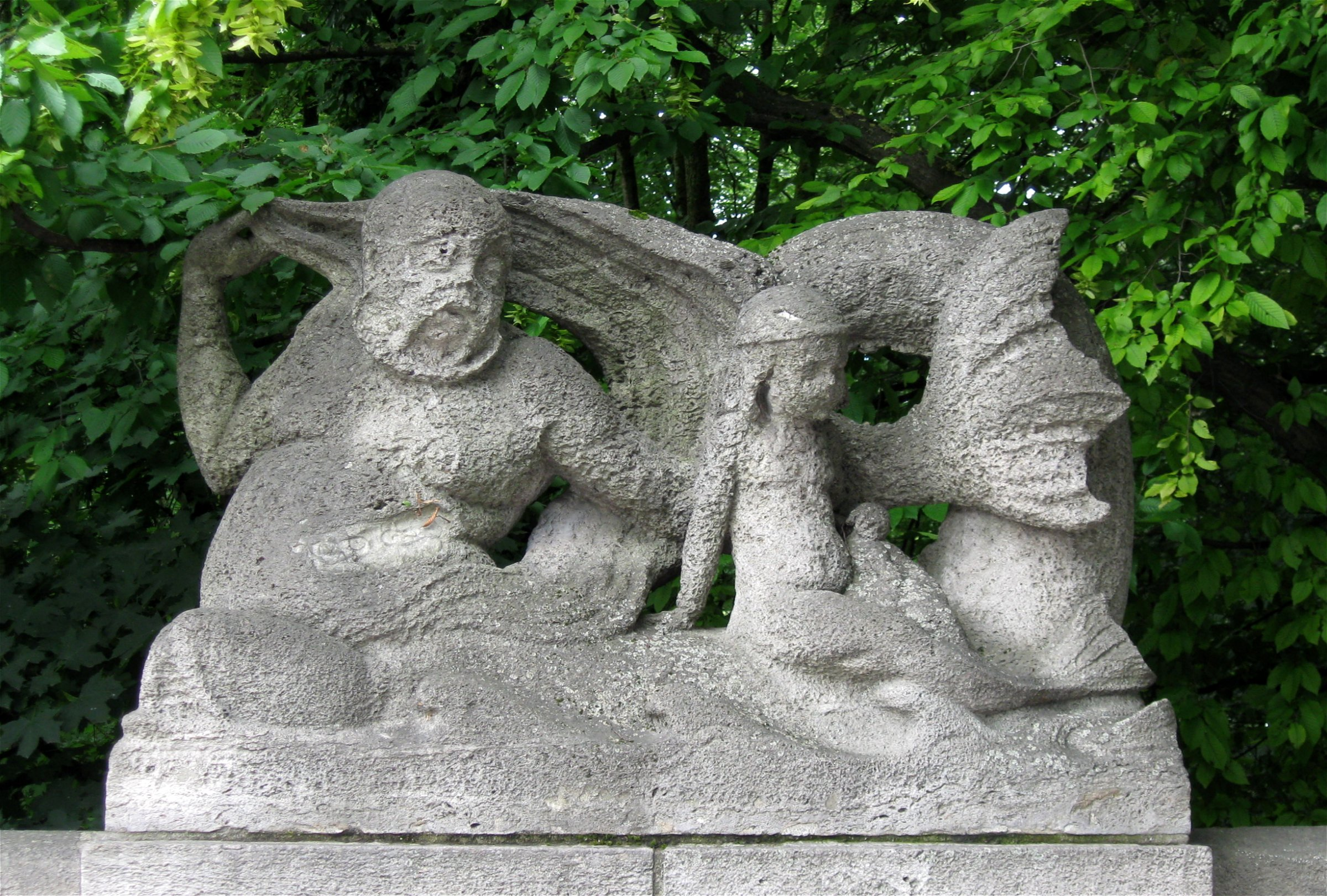
Wasser
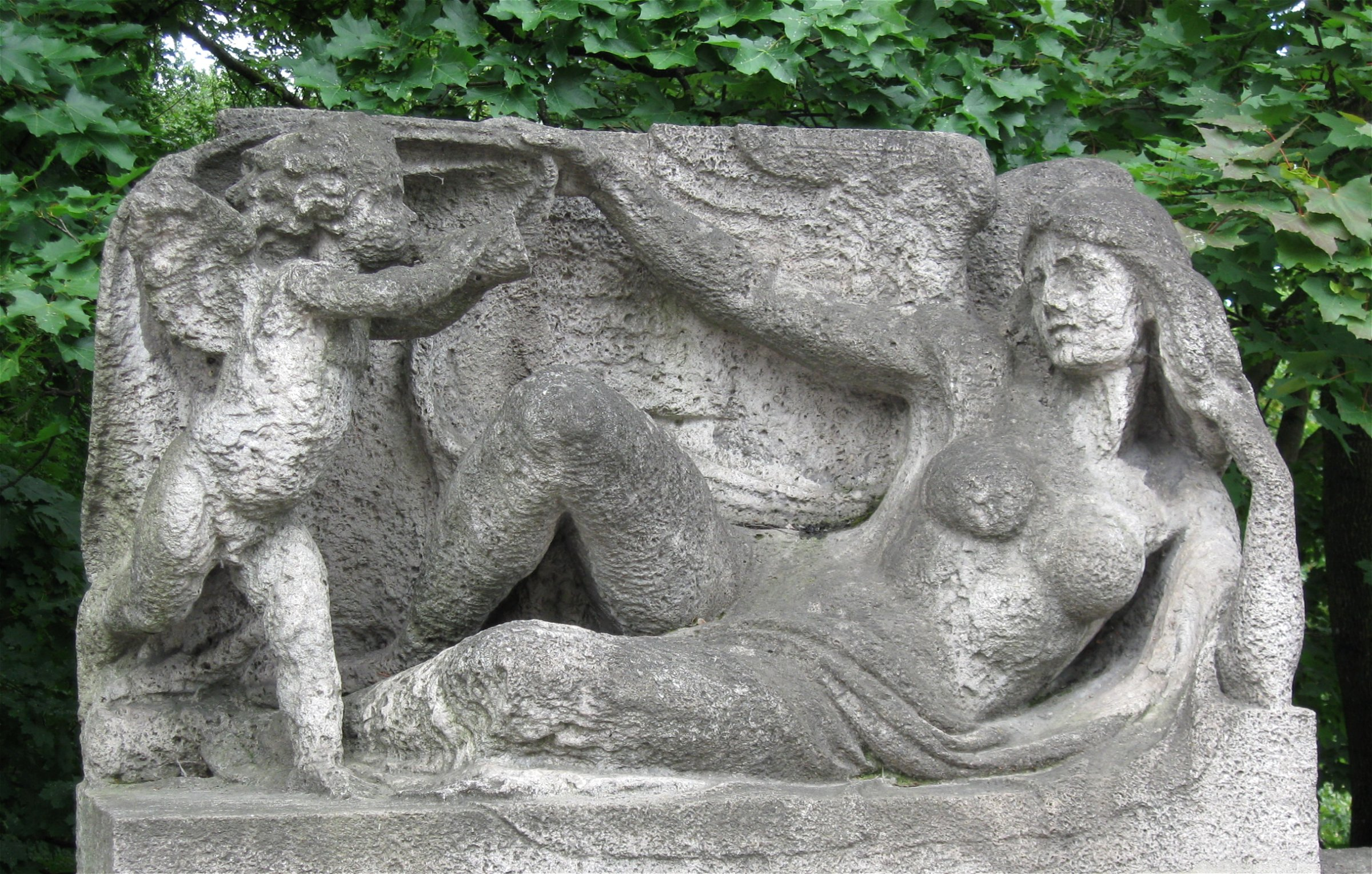
Luft
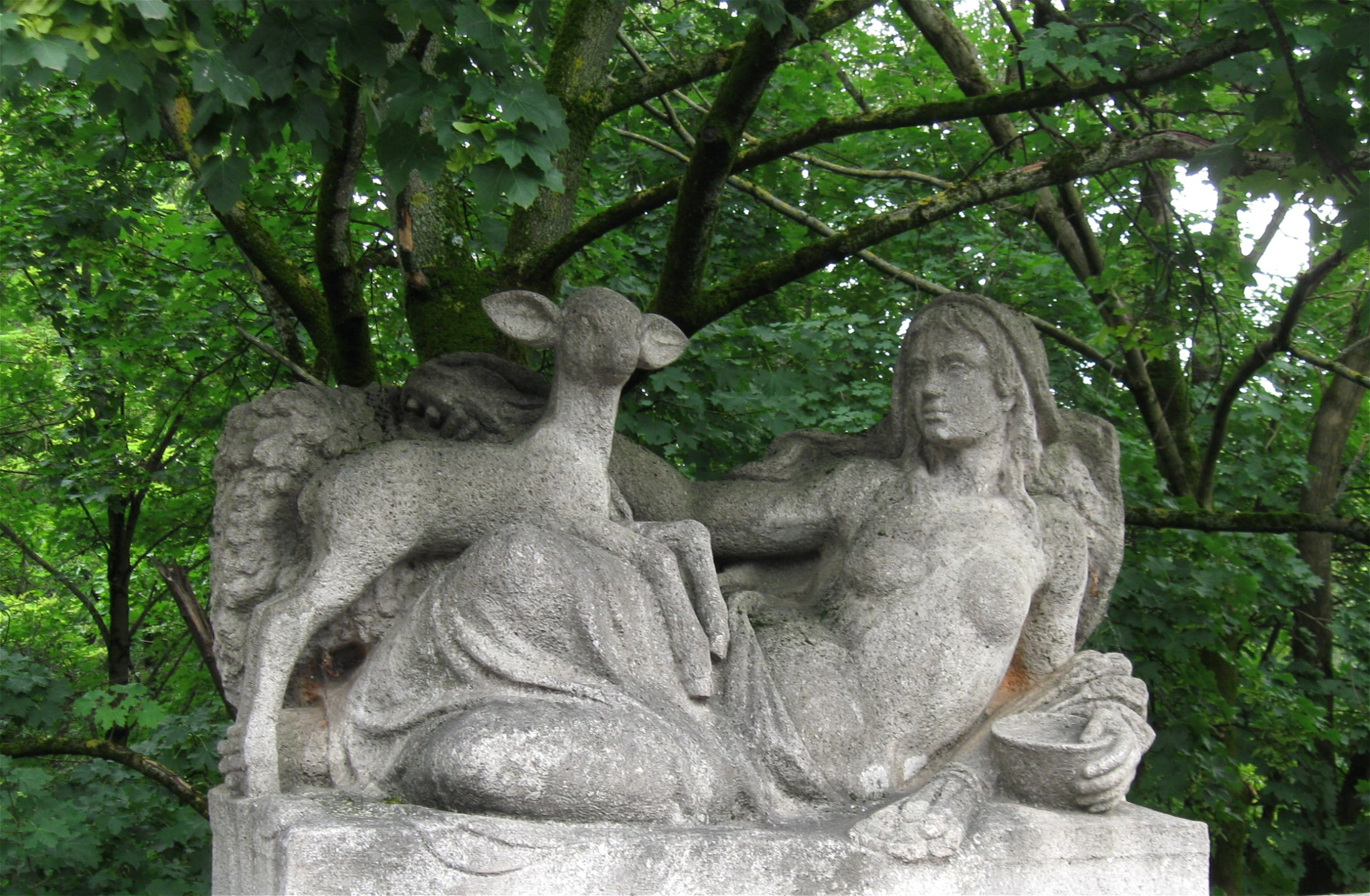
Erde